# Gao
Gao je hlavní město regionu Gao v severovýchodním Mali. Město leží na levém břehu řeky Niger. V roce 2009 mělo 86 633 obyvatel. Ve městě se nachází hrobka Askíja z roku 1495, která je zapsaná na seznamu světového dědictví UNESCO. V letech 2012–2013 bylo hlavní město de facto nezávislého státu Azavad.

## Klima
Město leží v oblasti Sahelu, tedy v suchých tropech (BWh dle Köppena). Teploty dosahují maxim v jarních a podzimních měsících, kdy v průměru přesahují 40 stupňů. Srážky se vyskytují téměř výhradně v letních měsících při zenitálních deštích.
| Gao – podnebí               | Gao – podnebí | Gao – podnebí | Gao – podnebí | Gao – podnebí | Gao – podnebí | Gao – podnebí | Gao – podnebí | Gao – podnebí | Gao – podnebí | Gao – podnebí | Gao – podnebí | Gao – podnebí | Gao – podnebí |
| Období                      | leden         | únor          | březen        | duben         | květen        | červen        | červenec      | srpen         | září          | říjen         | listopad      | prosinec      | rok           |
| --------------------------- | ------------- | ------------- | ------------- | ------------- | ------------- | ------------- | ------------- | ------------- | ------------- | ------------- | ------------- | ------------- | ------------- |
| Průměrné denní maximum [°C] | 30,8          | 33,8          | 37,2          | 40,7          | 42,5          | 41,5          | 38,5          | 36,6          | 38,4          | 39,3          | 35,8          | 31,4          | 37,2          |
| Průměrné denní minimum [°C] | 14,8          | 17,0          | 20,8          | 24,7          | 28,2          | 28,8          | 26,6          | 25,4          | 26,0          | 24,9          | 19,9          | 15,8          | 22,7          |
| Průměrné srážky [mm]        | 0,0           | 0,1           | 0,3           | 1,7           | 7,7           | 22,8          | 63,6          | 84,2          | 33,5          | 4,8           | 0,0           | 0,1           | 218,8         |
| Zdroj: worldweather.org     |               |               |               |               |               |               |               |               |               |               |               |               |               |